# Palazzo Amadi

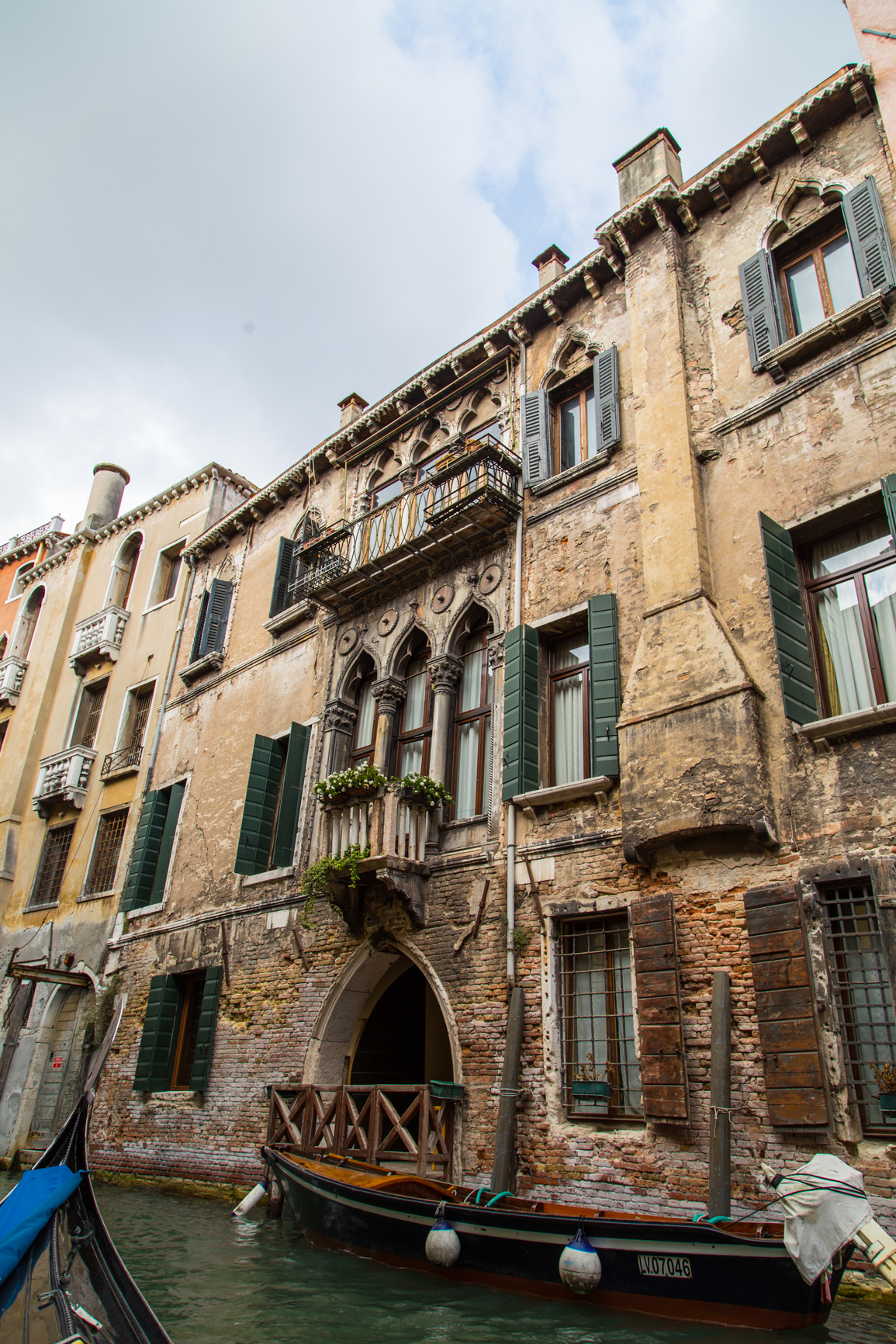
Palazzo Amadi

Palazzo Amadi (auch Palazzetto Amadi oder Ca’ Amadi) ist ein Palast in Venedig in der italienischen Region Venetien. Er liegt im Sestiere Cannaregio mit Blick auf den Rio del Fontego dei Tedeschi, schräg gegenüber der Fondaco dei Tedeschi.

## Geschichte
Den Palast ließ Graf Francesco Amadi im 15. Jahrhundert an der Stelle eines früheren Hauses errichten, das im 13. und 14. Jahrhundert der Familie von Marco Polo gehörte. Die Familie Amadi (oder in venezianisch: Amai) kam ursprünglich aus Bayern und lebten als Händler in verschiedenen Städten Italiens. So lebten sie um 820 in Cremona und im 14. Jahrhundert in Lucca. Die Familie brachte viele kirchliche und auch politische Würdenträger hervor. Francesco Amadi beherbergte in seinem Palast 1452 Kaiser Friedrich III. und erhielt dafür die Grafenwürde.
Der Palast ist heute ein Hotel namens Locanda Ca’ Amadi.

## Beschreibung
Das dreistöckige Gebäude hat im Erdgeschoss ein zentrales Portal zum Wasser mit Spitzbogen, flankiert von zwei rechteckigen Fenstern rechts und einem links. Im ersten Hauptgeschoss ist in der Mitte ein Dreifachkielbogenfenster angeordnet. Die einzelnen Fenster sind durch dorische Säulen voneinander getrennt; das mittlere Fenster hat einen hervorspringenden Balkon. Flankiert ist das Dreifachfenster von zwei Paaren einzelner Rechteckfenster. Im zweiten Obergeschoss gibt es in der Mitte ebenfalls ein Dreifachfenster mit gemeinsamem Balkon. Dieses Fenster hat Dreipassbögen und ist von zwei Paaren von Einzelfenstern mit Dreipassbögen flankiert. Die Fassade schließt mit einer gezahnten Dachtraufe ab. Auf der rechten Seite der Fassade, zwischen den Einzelfenstern des ersten und zweiten Obergeschosses, ist der Kaminzug eines offenen Kamins nach oben geführt.
Im Inneren sind noch Spuren alter Fresken erhalten.